# Zonites kobelti
Zonites kobelti is een slakkensoort uit de familie van de Zonitidae. De wetenschappelijke naam van de soort is voor het eerst geldig gepubliceerd in 1898 door O. Boettger.